# Хиперостоза
Хиперостоза, хипертрофија кости/костију је термин којим се означава патолошко повећање садржаја коштане материје у непромењеном коштаном ткиву. Она настаје као одговор коштаног ткива на велико оптерећење или је један од симптома, на пример код, остеомијелитиса, хроничне инфекције, неке интоксикације и тровања, оштећења изазваног зрачењем, код неких тумора, хипервитаминоза А и Д, ендокринопатије (паратироидна остеодистрофијаитд.), Паџетове болести, неурофиброматоза и других стања. Када се патолошки раст непромењеног коштаног ткива одвија у оквиру дијафизе дугих костију, или као неинфламаторна промена периоста у виду слојевитости остеоидног ткива, она носи назив периостоза (на пример Бамбергер-Маријева периостоза, која се јавља код тумора плућа, хроничне пнеумоније, туберкулозе, пнеумокониозе итд).
Иако се овај термин користи да укаже на абнормално повећање окоштавања скелета, он није применљив на адаптивне промене као што су оне у величини и маси костију које се односе на повећани механички рад. Остеосклероза је, међутим, укључена у термин хиперостоза, која се дефинише као повећање густине костију без промене у укупном облику захваћене кости. Таква промена се примећује код бубрежне остеодистрофије. Остеосклероза у вези са метастатским карциномом, обично из дојке или простате, је позната, а присуство апозиционе нове кости око већ постојећих трабекула лако се препознаје у биопсијама које се односе на дијагнозу метастатске болести ако се патолог сети кости док гледа у коштану срж. Слична остеосклероза може бити присутна и у вези са мијелопролиферативним поремећајима, пре свега миелосклерозом, а фиброза сржи се повремено може јавити у примарној болести костију и изазове депресивну функције сржи.

## Врсте
Поремећаји који карактеришу хиперостозу укључују: 
- Camurati–Engelmann-ову болест,
- Хипертрофичну остеоартропатију, примарну, аутозомно рецесивну
- Мелореостозу
- Туморску калцинозу, породичну хиперфосфатемију
- Ендосталну хиперостозу тип Worth
- Дифузну идиопатску скелетну хиперостозу (ДИСХ), која је анкилозирајуће стање које погађа до 32,5% опште популације. Иако често асимптоматичне, погођене особе могу имати бол у леђима, укоченост, дисфагију, функционални пад и неуролошки дефицит. Радиографски, ДИСХ се карактерише текућим осификацијама дуж предњег дела кичме који обухвата ≥4 тела пршљенова. Иако етиологија ДИСХ-а остаје непозната, дијабетес мелитус и други метаболички поремећаји су снажно повезани са ДИСХ-ом. Како анкилоза кичме у ДИСХ предиспонира пацијенте на нестабилне преломе кичме услед трауме ниске енергије, лече ових пацијената мора да се пажљиво размотри.[1]

## Етиологија
Све хиперостозе су узроковане повећаном активношћу остеобласта који формирају кости. Њихова активност доводи до сабијања коштане масе или до апозиционог раста костију. То  резултује променом облика и величине захваћене кости. 
Хиперостозе могу настати и када остеокласти који ресорбују кости оштећују своју функцију. Људска коштана маса је изложена преуређивање током целог живота, које се састоји у међусобном деловању ствараоца костију и остеокласта, штп може довести  до  хиперостозе. Главни покретач повећаног формирања костију је хормонска иритација или неравнотежа или одређени стрес на кости. Тако се развијају локализоване хиперостозе. Поред овога, метаболички поремећаји као што су последице хронична оштечења бубрега може бити узрочно укључен у повећано стварање костију. Поред тога, тровање флуоридима,  витамин А, бизмут, арсен, стронцијум, фосфор или берилијум може играти улогу у настанку хиперостозе. Измењене активности коштаних ћелија такође су у основи наследних болести попут малолетничке Пеџетова болести, или остеопетроза, са мутацијама које су обично изворни покретач у овом контексту. 
Реуматоидне болести, хроничне инфекције попут туберкулоза, тумори као што су менингиоми, и паранеопластични синдроми у контексту пахидермопериостозе бронхијалног карцинома могу такође бити узрочници хиперостозе.

## Терапија
Лечење хиперостозе зависи од примарног узрока и обима захваћености органа. Зависно од овога, терапија могу обухватати хируршке, ортопедске или неурохируршке интервенције. Поред инвазивних поступака, доступни су и конзервативни третмани лековима. На пример, примена калцитриола који може повећати активност остеокласта који разграђују кости. Поред тога, трансплантација алогене коштане сржи може стимулисати ресорпцију коштаног ткива. 
Инвазивне могућности лечења укључују киретажу односно хируршко уклањање кости. 
Ипак, у фокусу лечења  хиперостоза је лечење основне болести јер се само побољшањем или излечењем узрока може постићи трајна нормализација коштаног ткива. 
Иако се основне болести повезане са мутацијама не могу излечити,  у већини случајева могу се ублажити и одложити спречавањем напредовање хиперостозе. 
У случају узрочног хормонског дисбаланса, хормонска супституција може стимулисати активност остеокласта и смањити активност остеобласта. 
У случају тровања, циљ је елиминисање токсина, пре свега диурезом. Дакле, подршка бубрежној функцији је примарни циљ терапије у овом случају.